# Magninca
Magninca (in francese Maninca) è una frazione del comune francese di Tomino e zona residenziale situata nell'area urbana di Macinaggio, porto turistico di Capo Corso.

## Posizione
Percorrendo la strada dipartimentale D80 da Bastia in direzione Macinaggio Centro e Centuri,  superato l'eliporto che si trova all'inizio di Macinaggio, la prima strada a sinistra porta nel quartiere della Magninca.

## Beni storici e artistici
Nel quartiere è anche situata la cappella di San Rocco, antico edificio religioso in cui è ancora svolta una Celebrazione Eucaristica durante l'anno, il 16 agosto, dopo la tradizionale processione che parte dalla cappella di San Marco, principale chiesa di Macinaggio.